# Mathieu Gomes
Mathieu Gomes (Baiona, 6 de març de 1985) és un futbolista francès que juga com a lateral dret pel PAE Kerkyra de la Superlliga de Grècia.
Gomes va començar la seva carrera com a davanter, tot i que actualment és lateral dret. Va jugar a Espanya i a Itàlia durant uns anys, fins que va marxar a Grècia el 2012.